# Article 72-4 de la Constitution de la Cinquième République française
Article 72-3 Article 73
L'article 72-4 de la Constitution du 4 octobre 1958 a trait aux modalités de consultation de la population concernée par un projet d'évolution du statut d'un territoire.

## Texte de l'article
« Aucun changement, pour tout ou partie de l'une des collectivités mentionnées au deuxième alinéa de l'article 72-3, de l'un vers l'autre des régimes prévus par les articles 73 et 74, ne peut intervenir sans que le consentement des électeurs de la collectivité ou de la partie de collectivité intéressée ait été préalablement recueilli dans les conditions prévues à l'alinéa suivant. Ce changement de régime est décidé par une loi organique.

Le Président de la République, sur proposition du Gouvernement pendant la durée des sessions ou sur proposition conjointe des deux assemblées, publiées au Journal officiel, peut décider de consulter les électeurs d'une collectivité territoriale située outre-mer sur une question relative à son organisation, à ses compétences ou à son régime législatif. Lorsque la consultation porte sur un changement prévu à l'alinéa précédent et est organisée sur proposition du Gouvernement, celui-ci fait, devant chaque assemblée, une déclaration qui est suivie d'un débat. »
— Article 72-4 de la Constitution du 4 octobre 1958

## Application
L'article 73 de la Constitution régit le statut des départements d'outre-mer. Ces collectivités sont proches des collectivités locales métropolitaines classiques, à l'exception de possibilités d'adaptation législative qui leur est reconnue en raison de leurs spécificités géographiques, historiques et culturelles. En revanche, l'article 74 de la Constitution concerne les collectivités d'outre-mer, caractérisées par le principe de spécialité législative. Les lois métropolitaines ne s'y appliquent que si elles le prévoient expressément, conférant donc à ces collectivités une autonomie plus grande. 
Les deux premières consultations dans le cadre de cet article sont intervenus à Saint-Barthélemy et à Saint-Martin. Ces deux territoires ont largement accepté d'être détachés de la Guadeloupe (régie par l'article 73) pour devenir des collectivités d'outre-mer régies par l'article 74.
En 2009, les Mahorais ont largement voté en faveur de la départementalisation de leur collectivité. Désormais, ce territoire est régi par l'article 73 de la Constitution et non plus par l'article 74.
En 2010, deux référendums sont intervenus à propos de l'évolution du statut de la Guyane et de la Martinique, régies par l'article 73. Les populations de ces deux départements d'outre-mer devaient choisir si oui ou non ils souhaitaient que leur collectivité passe sous l'empire de l'article 74. En Martinique comme en Guyane, les électeurs ont largement rejeté cette possibilité.